# جک هولت
جک هولت (انگلیسی: Jack Holt; ۳۱ مهٔ ۱۸۸۸ – ۱۸ ژانویهٔ ۱۹۵۱) یک هنرپیشه اهل ایالات متحده آمریکا بود. وی بین سال‌های ۱۹۱۴ تا ۱۹۵۱ میلادی فعالیت می‌کرد.

## بخشی از فیلمشناسی
- سکه شکسته (۱۹۱۵)
- پیروزی (۱۹۱۹)
- هالیوود (۱۹۲۳)
- راز ایو (۱۹۲۵)
- ببر ماده (۱۹۲۷)
- اخطار (۱۹۲۷)
- بهمن (۱۹۲۸)
- زیردریایی (۱۹۲۸)
- پرواز (۱۹۲۹)
- کشتی هوایی (۱۹۳۱)
- ماه سیاه (۱۹۳۴)
- گرداب (۱۹۳۴)
- سان فرانسیسکو (۱۹۳۶)
- آدم‌های گربه‌ای (۱۹۴۲)
- گنج‌های سیرا مادره (۱۹۴۸)
- یگان رزمی (۱۹۴۹)
- در پهنه وسیع میسوری (۱۹۵۱)

## نگارخانه

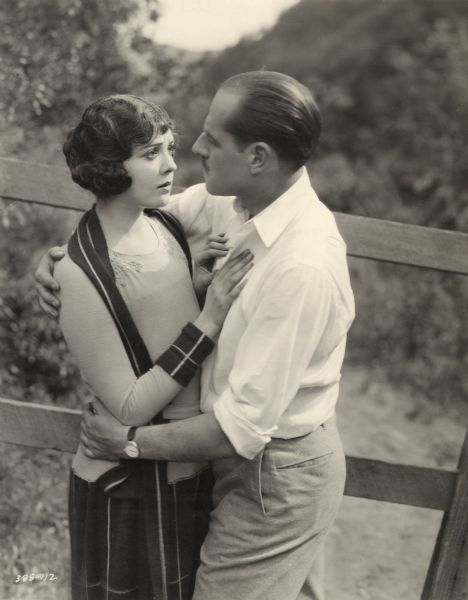
جک هولت و لیلا لی، ۱۹۲۱
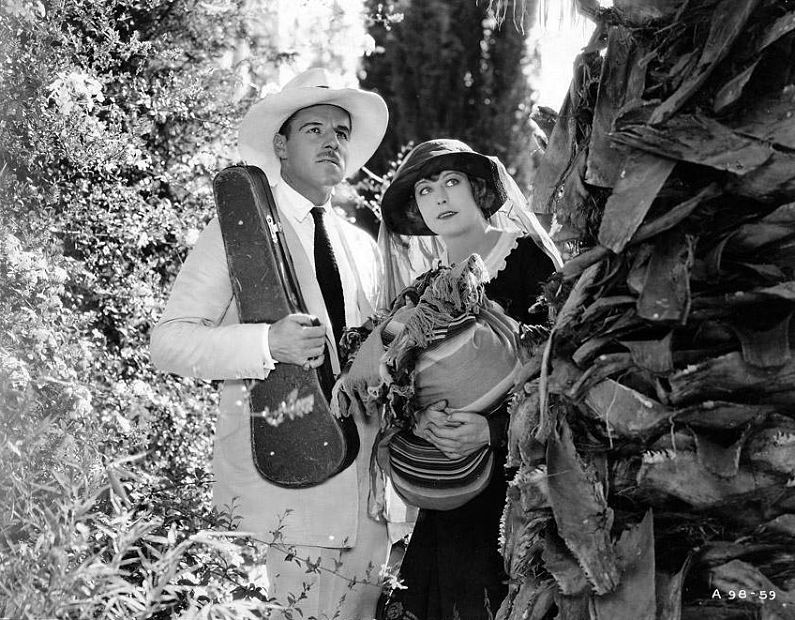
جک هالت و سینا اوون، ۱۹۱۹
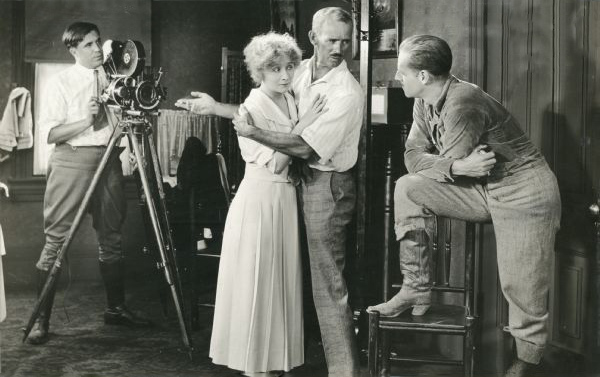
۱۹۱۹